# غلاب (تيران وكرون)
غلاب هي قرية في مقاطعة تيران وكرون، إيران. عدد سكان هذه القرية هو 341 في سنة 2006.